# Intersecționalitate
Intersecționalitatea este studiul de identități sociale care se suprapun sau se intersectează, și respectiv sistemele lor de opresiune, de dominare sau de discriminare. Teoria sugerează și analizează modul în care diferite categorii biologice, sociale și culturale cum ar fi genul, etnia, rasa, clasa, (diz)abilitatea, orientarea sexuală, religia, casta, vârsta, naționalitatea, și alte axe de identitate interacționează pe multiple și adesea simultane niveluri. Teoria propune că ar trebui să ne gândim la fiecare element sau trăsătură a unei persoane ca indisolubil unite cu toate celelalte elemente pentru înțelegerea pe deplin a propriei identități. Acest cadru poate fi folosit pentru a înțelege modul în care este produsă nedreptatea sistematică și inegalitatea socială, cu o bază multidimensională.
Intersecționalitatea susține că conceptualizările clasice de opresiune în societate –cum ar fi rasismul, sexismul, abilitismul, homofobiei, transfobiei, xenofobiei, și toate prejudecățile bazate pe intoleranță – nu acționează în mod independent, dar că aceste forme de excludere sunt interrelaționate, crearea unui sistem de opresiune care reflectă intersecția mai multor forme de discriminare.